# Abendzeitung
L'Abendzeitung (littéralement « Journal du soir »), souvent raccourci en AZ, est un journal tabloid allemand fondé en 1948 par Werner Friedmann. Jusqu'en 2014, la famille Friedmann possède la majorité des actions du journal. Le journal est basé à Munich.

## Rédacteurs en chef
- Walter Tschuppik (1948-1949)
- Rudolf Heizler (1949-1961)
- Udo Flade (1961-1986)
- Uwe Zimmer (1987-2000)
- Kurt Röttgen (2000-2005)
- Michael Radtke (2005-2007)
- Arno Makowsky (2008 jusqu'au 30 juin 2014)
- Michael Schilling (depuis le 1er juillet 2014)